# پایگاه هوایی لاندسبرگ-لچ
پایگاه هوایی لاندسبرگ-لچ (به انگلیسی: Landsberg-Lech Air Base) (به زبان بومی: Flugplatz Penzing) یک فرودگاه نظامی است که یک باند فرود آسفالت دارد و طول باند آن ۲۰۴۴ متر است. این فرودگاه در شهر لندزبرگ آم لش کشور آلمان قرار دارد و در ارتفاع ۶۲۳ متری از سطح دریا واقع شده است.